# 5-лема
У математиці, зокрема гомологічній алгебрі і теорії абелевих категорій, 5-лема є важливим твердженням про комутативні діаграми.
5-лема є справедливою не лише для абелевих категорій але, наприклад, і в категорії груп.
5-лема може розглядатися як поєднання двох інших тверджень, так званих 4-лем, які є двоїстими одна до одної.

## Твердження
Розглянемо комутативну діаграму в деякій абелевій категорії (наприклад категорії абелевих груп чи категорії векторних просторів над деяким полем) чи в категорії груп.
5-лема стверджує, що якщо рядки є точними, m і p є ізоморфізмами, l є епіморфізмом, а q є мономорфізмом, то n є також ізоморфізмом.
Дві 4-леми стверджують:(1) Якщо рядки в комутативній діаграмі
є точними і m і p є епіморфізмами і q є мономорфізмом, то n є епіморфізмом.
(2) Якщо рядки в комутативній діаграмі
є точними і m і p є мономорфізмами і l є епіморфізмом, то n є мономорфізмом.

## Доведення
Доведення нижче здійснюється через доведення двох 4-лем. Розглядається випадок модулів над кільцем. У цьому випадку можна розглядати елементи об'єктів у діаграмі і морфізми будуть відображеннями (гомоморфізмами).
У цьому випадку морфізм є мономорфізмом якщо і тільки якщо він є ін'єктивним і є епіморфізмом якщо і тільки якщо він є сюрєктивним.
Також можна розглядати ядро і образ гомоморфізмів у їх стандартному значенні.
Доведення також буде актуальним для довільної малої абелевої категорії завдяки теоремі Мітчела про вкладення, яка стверджує, що довільну малу абелеву категорію можна представити як категорію модулів над деяким кільцем.
Для категорії груп доведення буде аналогічним, достатньо лише замінити адитивну нотацію на мультиплікативну (комутативність абелевих груп у доведенні не використовується).
Для доведення (1), припустимо що m і p є сюр'єктивними і q є ін'єктивним.
- Нехай c′ є елементом C′.

Доведення (1) якщо.

Доведення (1) якщо.

- Оскільки p є сюр'єктивним, існує element d в D для якого p(d) =  t(c′).
- З комутативності діаграми, випливає що u(p(d)) = q(j(d)).
- Оскільки im t = ker u то з точності рядків, 0 = u(t(c′)) = u(p(d)) = q(j(d)).
- Оскільки q є ін'єктивним, j(d) = 0, тож d належить ker j = im h.
- Як наслідок, існує c в C для якого h(c) = d.
- тож t(n(c)) = p(h(c)) = t(c′).  Оскільки t є гомоморфізмом, то t(c′ − n(c)) = 0.
- З точності рядків, c′ − n(c) належить image s, тож існує b′ в B′ для якого s(b′) = c′ − n(c).
- Оскільки m є сюр'єктивним, то існує елемент b з B для якого b′ = m(b).
- З комутативності діаграми, n(g(b)) = s(m(b)) = c′ − n(c).
- Оскільки n є гомоморфізмом, n(g(b) + c) = n(g(b)) + n(c) = c′ − n(c) + n(c) = c′.
- Тому n є сюр'єктивним.

Для доведення (2), припустимо що m і p є ін'єктивними і l є сюр'єктивним.

Доведення (2).

- Нехай для елемента c з C виконується n(c) = 0.
- Звідси t(n(c)) = 0.
- З комутативності діаграми, p(h(c)) = 0.
- Оскільки p є ін'єктивним, то h(c) = 0.
- З точності рядків, існує елемент b у B для якого g(b) = c.
- З комутативності, s(m(b)) = n(g(b)) = n(c) = 0.
- З точності рядків, існує елемент a′ A′ для якого r(a′) = m(b).
- Оскільки l є сюр'єктивним, існує елемент a в A для якого l(a) = a′.
- З комутативності, m(f(a)) = r(l(a)) = m(b).
- Оскільки m є ін'єктивним, то f(a) = b.
- Тому c = g(f(a)).
- Оскільки композиція g і f є тривіальним гомоморфізмом, то c = 0.
- Тому n є ін'єктивним.

Поєднання доведення двох попередніх лем дає доведення 5-леми.